# New River Gorge Bridge
Le New River Gorge Bridge est un pont en arc en acier, situé près de Fayetteville, en Virginie-Occidentale, aux États-Unis. Avec une longueur de 924 m, une largeur de 21 m et une portée principale de 518 m, il a été pendant de nombreuses années le pont de ce type le plus long au monde. 
Faisant partie de la route US 19, il supporte un trafic moyen de 16 200 véhicules par jour. Son inauguration en 1977 a marqué l'achèvement du couloir L du  Appalachian Development Highway System (en).
Le tablier du New River Gorge surplombe la New River à une hauteur de 267 m, faisant de lui le plus haut pont routier sur le continent américain, et le deuxième au niveau mondial, derrière le viaduc de Millau.

## Histoire
Le coût total de l’ouvrage a été de 37 millions de dollars. Pour sa construction, de l’acier COR-TEN a été utilisé conduisant à relever plusieurs défis, notamment celui des soudures qui devaient résister et vieillir au même rythme que celui d’un acier classique.
Beaucoup d’usagers disent, avec peu d'exagération, que l'achèvement du pont a permis de réduire le temps de traversée de la gorge de 45 minutes à 45 secondes.

## Animation
Le pont est la vedette de la Journée du Pont, le « Bridge Day », du comté de Fayette, au cours de laquelle le pont est fermé à la circulation. Jusqu'à récemment, deux voies de circulation restaient ouvertes à la circulation. Les problèmes de sécurité ont incité à la fermeture l’ouvrage au trafic des véhicules pendant le festival. Ce festival inclut des démonstrations de descente en rappel, de BASE jump, et a lieu tous les mois d’octobre, le troisième samedi. Le saut à l'élastique à partir du pont a été interdit depuis 1993. 
Le pont se situe dans le Parc national et réserve de New River Gorge géré par le National Park Service, l’agence fédérale américaine chargée de gérer les parcs nationaux, les monuments nationaux et quelques autres propriétés historiques et zones protégées du domaine fédéral. Un accueil des visiteurs est organisé à l'extrémité nord du pont avec des belvédères et un escalier qui descend partiellement dans la gorge.
Le base jumper Brian Lee Schubert, âgé de 66 ans et originaire de Alta Loma en Californie, est décédé au cours de Bridge Day de 2006 (en octobre) lorsque son parachute ne s'ouvrit pas à temps. Sa mort a été la première qui a eu lieu au cours du BASE jump à la New River Gorge Bridge Day Festival depuis 1987, et seulement la quatrième toutes circonstances confondues.

## Galerie

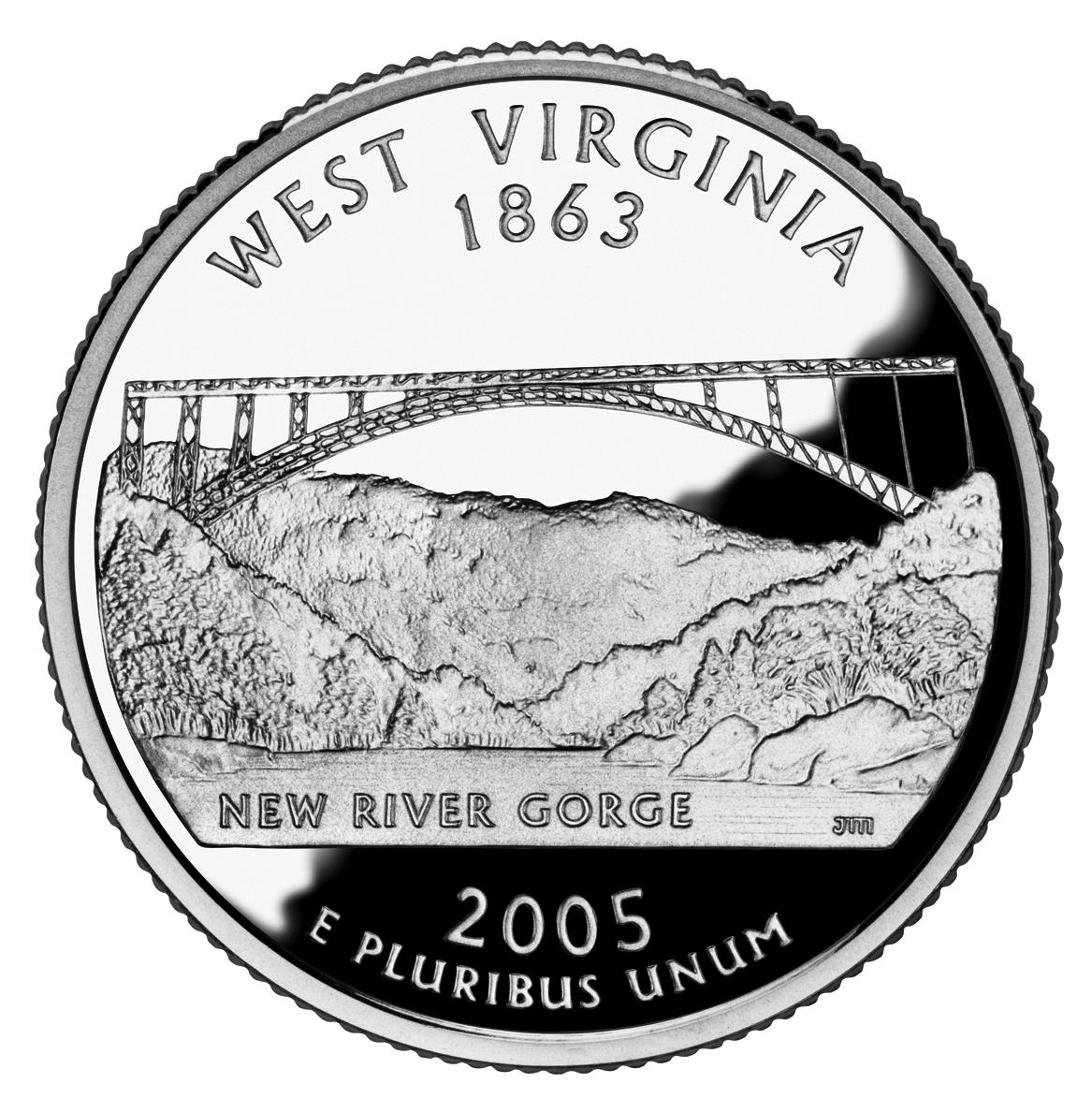
La pièce commémorative de Virginie-Occidentale, du programme 50 State Quarters, éditée en 2005, représente le pont.
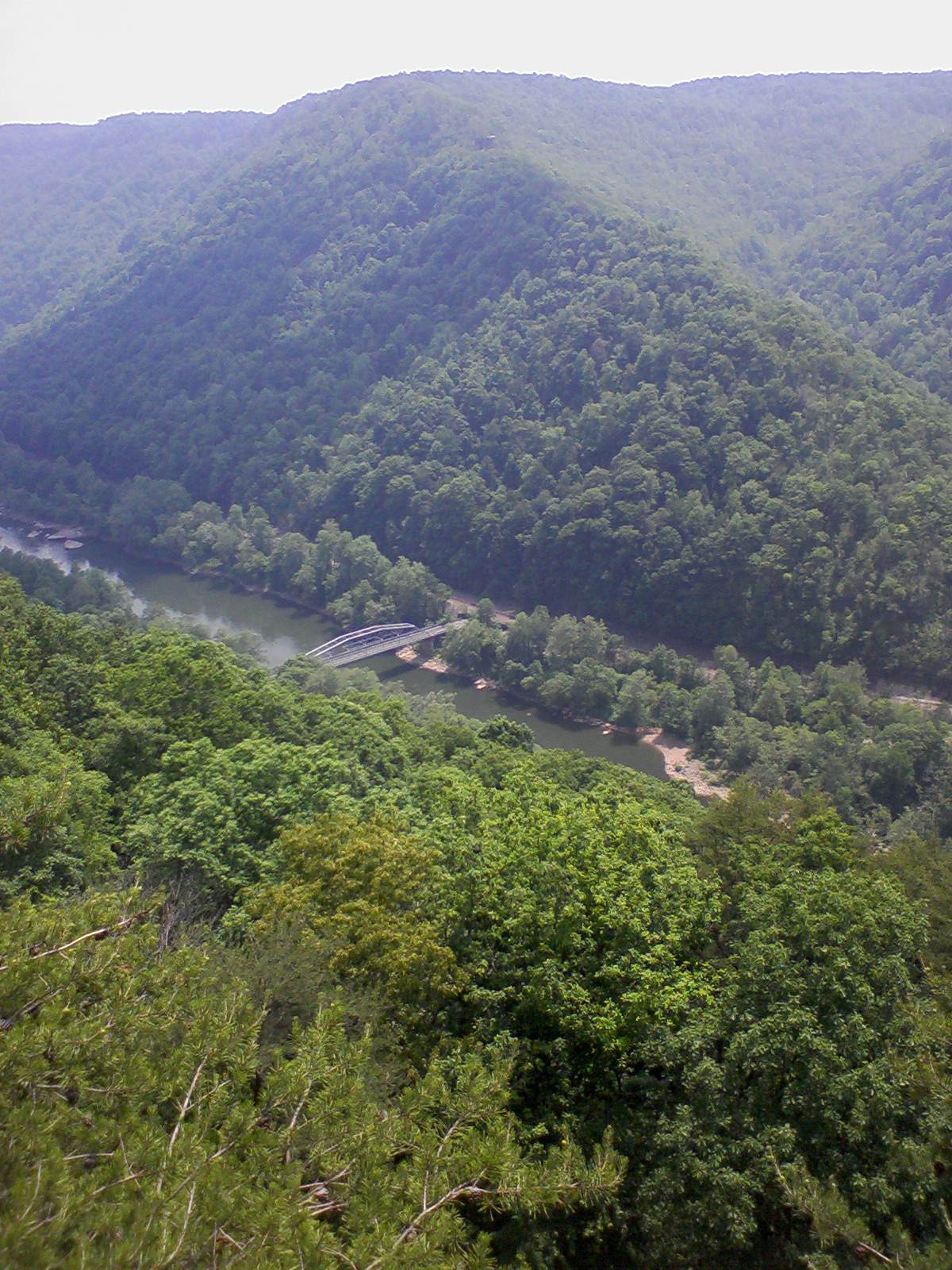
Le vieux pont, 800 m en dessous.
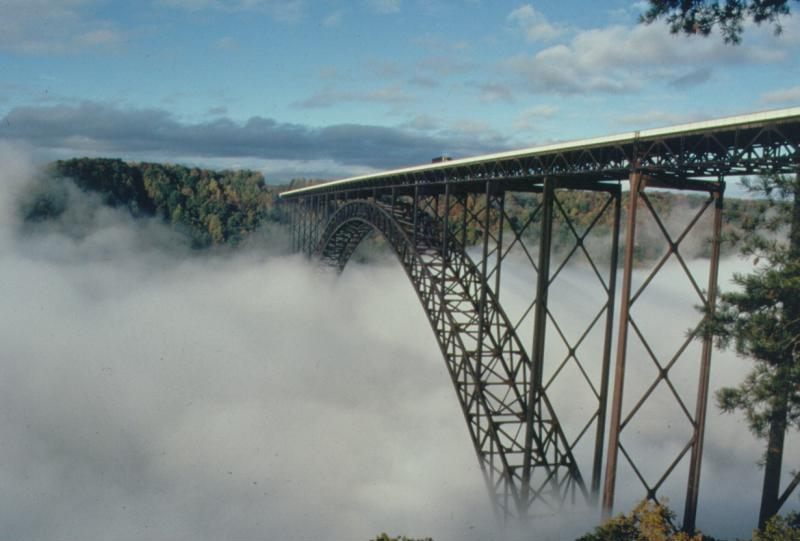
Photographie du National Park Service.
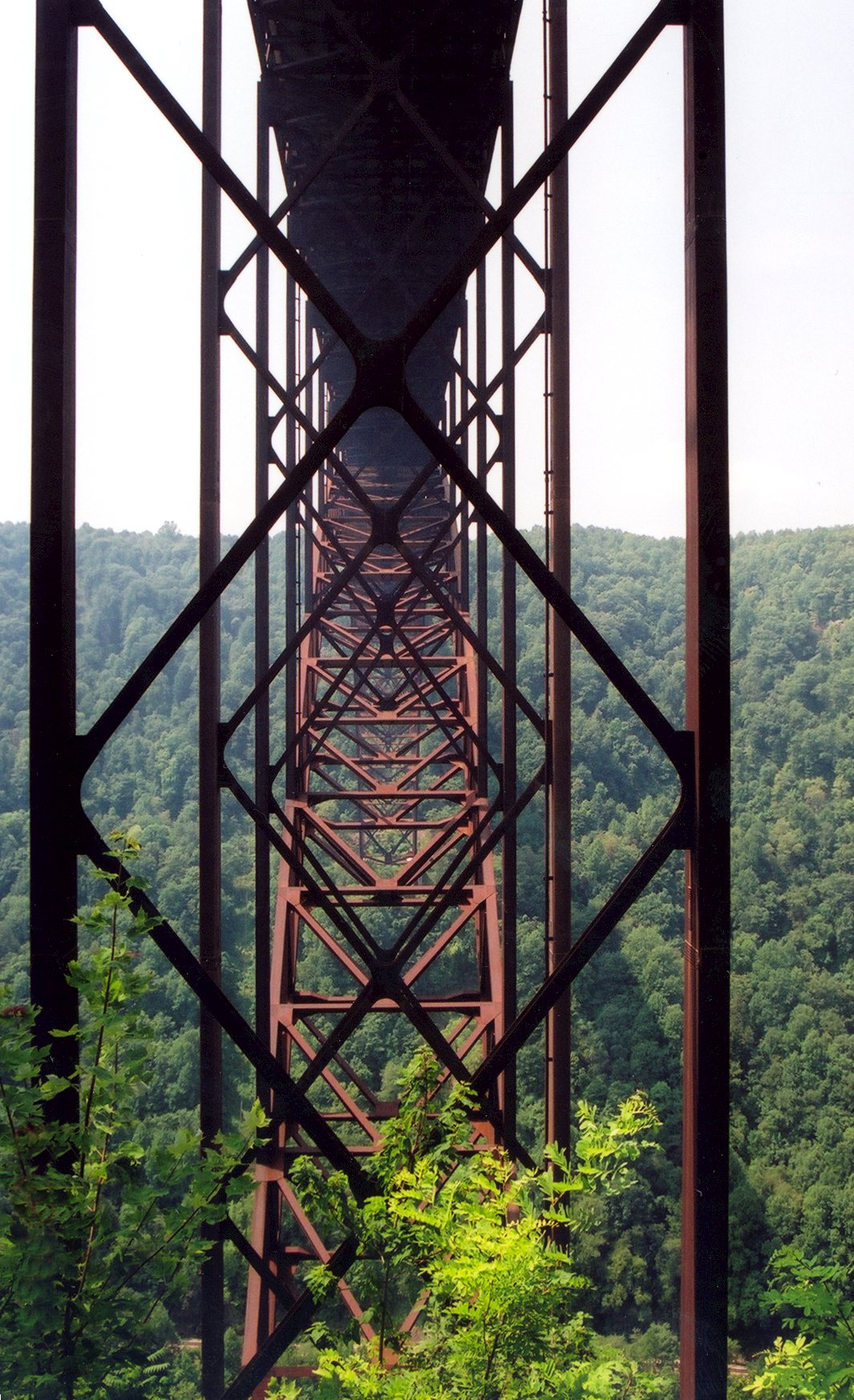
Vue rapprochée du treillis de l’arc.
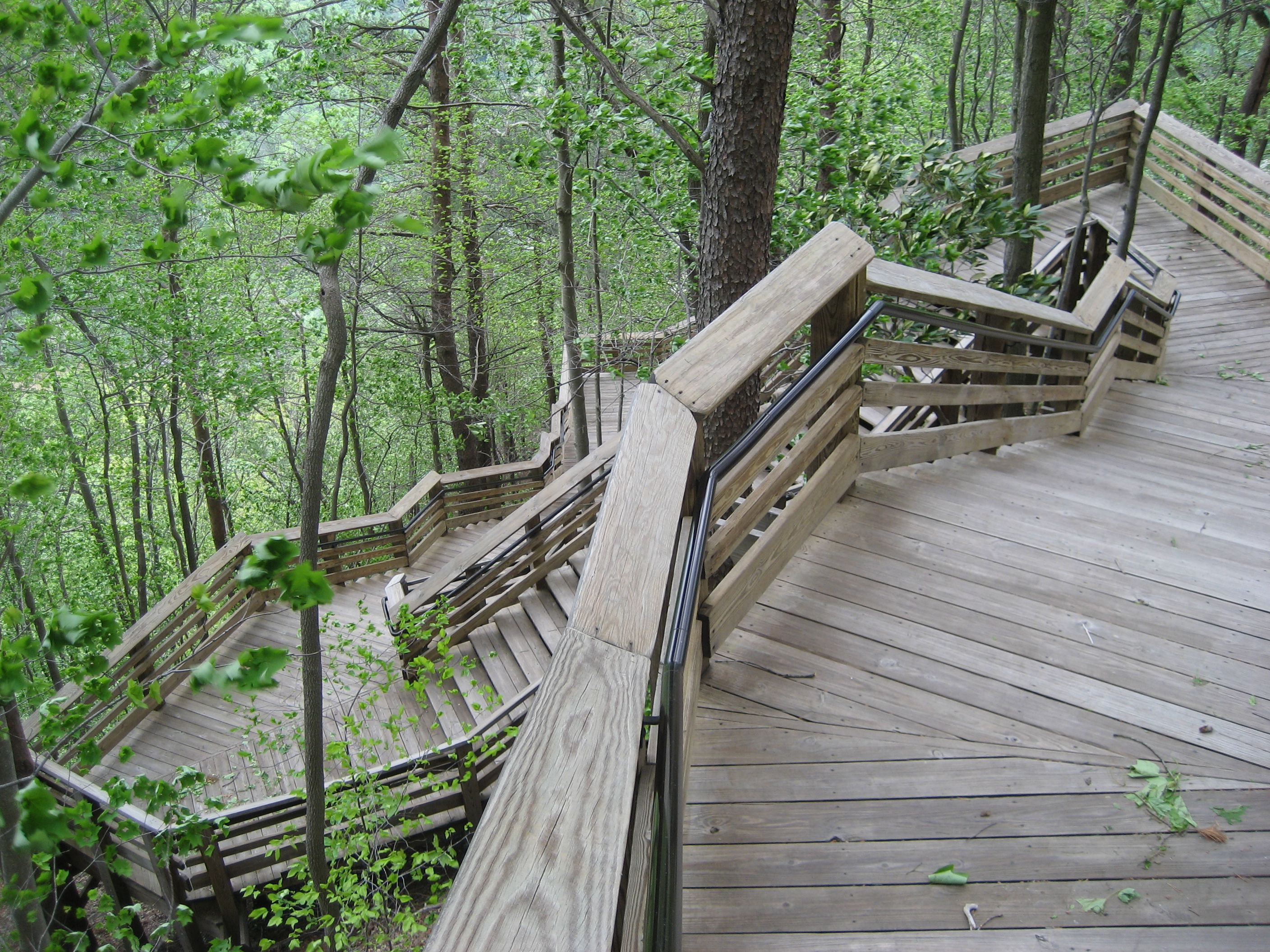
Escalier près du centre d’accueil.